# Polnischer Eishockeypokal 2014/15
Der Polnische Eishockeypokal der Saison 2014/15 (poln. Puchar Polski Hokeja na Lodzie) war die Austragung des Polnischen Eishockeypokals. Die Veranstaltung wurde vom Polnischen Eishockeyverband organisiert. Der Sportverein aus dem oberschlesischen Tychy konnte seinen sechsten Pokal gewinnen.

## Teilnehmer und Modus
An der Austragung des Pokalwettbewerbs im Jahre 2014 nahmen die nach den ersten beiden Durchgängen der polnischen Meisterschaft, also nach dem 16. Spieltag, vier erstplatzierten Mannschaften teil: KH Ciarko PBS Bank Sanok, JKH GKS Jastrzębie, GKS Tychy und  ComArch Cracovia.  Der Viertplatzierte, ComArch Cracovia, spielte zwei Qualifikationsspiele um die Teilnahme am Halbfinale gegen den neu gegründeten Danziger Verein MH Automatyka Stoczniowiec 2014 Gdańsk. Danach spielte die Mannschaft auf dem 1. Platz gegen Sieger der Qualifikationsspiel und der Zweite gegen den Dritten.

## Qualifikation
| 25. November 2014 18:30 Uhr | MH Automatyka Stoczniowiec 2014 Gdańsk | 1:9 (1:1, 0:3, 0:5) Spielbericht | ComArch Cracovia | Olivia, Danzig Zuschauer: 1500 |

| 2. Dezember 2014 17:00 Uhr | ComArch Cracovia | 10:2 (3:1, 3:0, 4:1) Spielbericht | MH Automatyka Stoczniowiec 2014 Gdańsk | Lodowisko im. Adama "Rocha" Kowalskiego, Krakau Zuschauer: 100 |

## Finalturnier
Die Halbfinalspiele und das Finale wurden in einer Endrunde in der Arena in Sanok an zwei Tagen ausgespielt. Ein Spiel um Platz 3 fand nicht statt. Die Spiele des Finalturniers wurden im polnischen TVP Sport ausgetragen.

### Halbfinale
| 27. Dezember 2014 15:30 Uhr | JKH GKS Jastrzębie | 1:6 (0:2, 0:3, 1:1) Spielbericht | GKS Tychy | Kraków Arena Zuschauer: 5500 |

| 27. Dezember 2014 19:00 Uhr | KH Ciarko PBS Bank Sanok | 3:2 (0:1, 2:0, 1:1) Spielbericht | ComArch Cracovia | Kraków Arena Zuschauer: 12.500 |

### Finale
| 28. Dezember 2014 18:30 Uhr | GKS Tychy | 3:1 (1:0, 2:1, 0:0) Spielbericht | KH Ciarko PBS Bank Sanok | Kraków Arena Zuschauer: 12.800 |